# Ritasaaret (ö i Birkaland)
Ritasaaret är en ö i Finland. Den ligger i sjön Vehkajärvi och i kommunen Kangasala i den ekonomiska regionen Tammerfors och landskapet Birkaland, i den södra delen av landet, 150 km norr om huvudstaden Helsingfors. Öns area är 0,2 hektar och dess största längd är 130 meter i öst-västlig riktning.  Notera att namnet antyder att det är fråga om flera öar.